# Аллендорф (Тюрингія)
Аллендорф (нім. Allendorf) — громада в Німеччині, розташована в землі Тюрингія. Входить до складу району Заальфельд-Рудольштадт. Складова частина об'єднання громад Міттлерес-Шварцаталь.
Площа — 8,76 км2. Населення становить 338 ос. (станом на 31 грудня 2021).

## Галерея

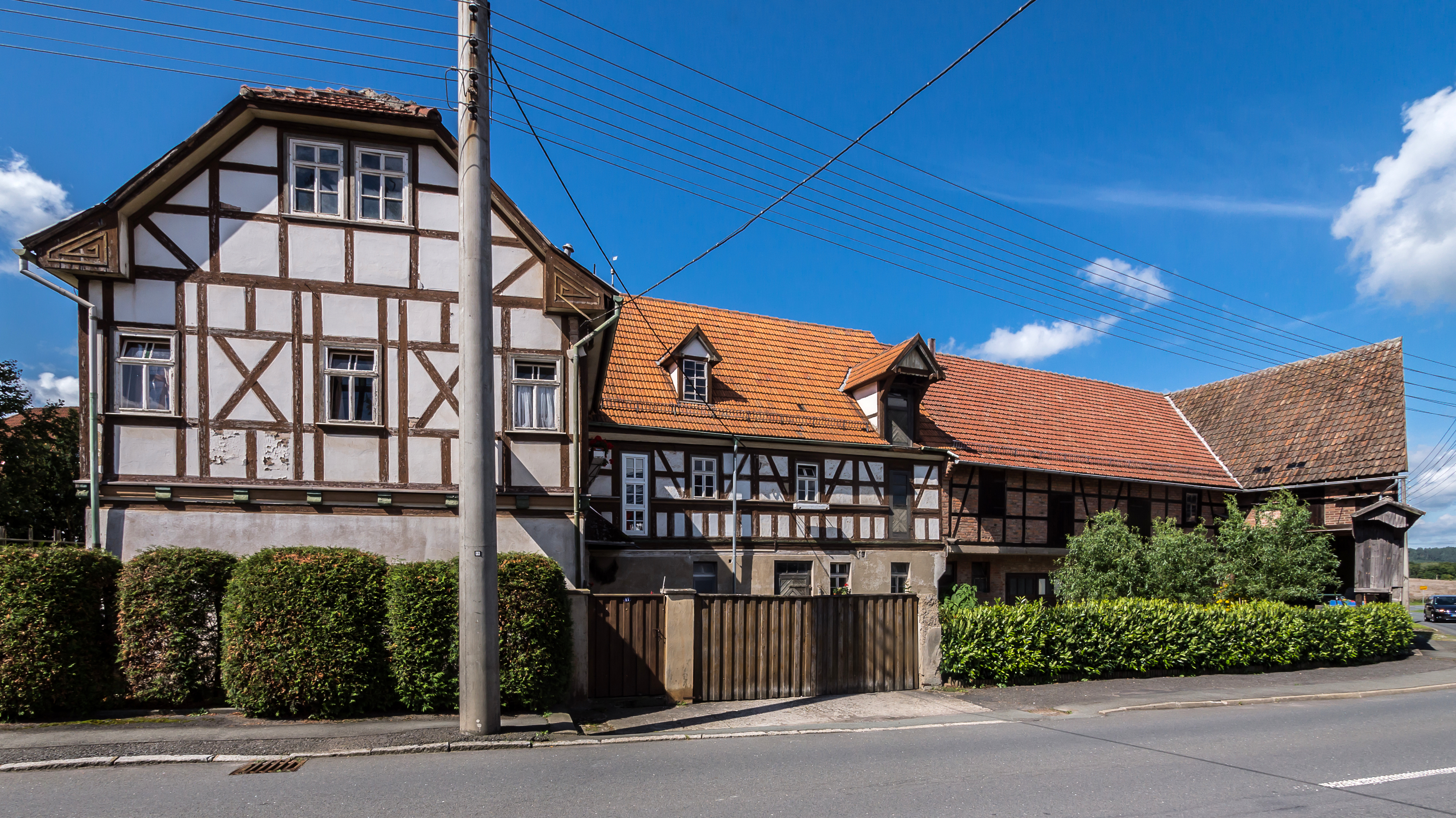